# لیلی مظاهری
لیلی مظاهری (به انگلیسی: Lily Mazahery؛ زادهٔ ۱۰ اکتبر ۱۹۷۲) وکیل، و فعال حقوق بشر اهل ایالات متحده آمریکا است.